# NGC 5675
NGC 5675 is een balkspiraalstelsel in het sterrenbeeld Ossenhoeder. Het hemelobject werd op 1 mei 1785 ontdekt door de Duits-Britse astronoom William Herschel.

## Synoniemen
- UGC 9357
- MCG 6-32-62
- ZWG 192.38
- IRAS 14305+3631
- PGC 51965